# Parawixia barbacoas
Parawixia barbacoas är en spindelart som beskrevs av Levi 1992. Parawixia barbacoas ingår i släktet Parawixia och familjen hjulspindlar. Inga underarter finns listade i Catalogue of Life.